# Sancho Fortúnez
Sancho Fortúnez (fl., 1043-1065), noble pamplonés muy cercano al rey García el de Nájera. Fue hijo de Fortún Ochoa aunque no se sabe quién fue su madre ya que su padre probablemente lo tuvo de un matrimonio anterior al que contrajo alrededor de 1044 con Mencía Gárces, hija natural del rey García y nacida c. 1030.

## Vida
Luchó en 1043 en Tafalla, contra la invasión del reino de Pamplona por el primer rey de Aragón, Ramiro I, hermano bastardo de García III. Tras la victoria recibió del monarca pamplonés entre 1043 y 1047 las villas de Briñas (La Rioja) y Ororbia (Olza, Navarra). Confirmó varios diplomas del rey García, tales como la donación que hizo el rey en 1045 al monasterio de Santa María la Real de Irache del monasterio de Santa María de Yarte y otras posesiones a cambio del castillo de San Esteban en Monjardín donde robora el documento como  dominante Ponticurbi justo después de su padre Fortún Ochoa, seguido por su hermano Aznar Fortúnez tenente en Huarte, así como otra donación de tierras en 1049 que hizo el rey al monasterio de San Millán de la Cogolla.
Ejerció la tenencia en Pancorbo, Azofra, Tobía y Grañón. En 1057 cambió su caballo y dos azores con el rey de Pamplona Sancho Garcés IV «el de Peñalén», recibiendo el monasterio de San Miguel de Biurco en las cercanías de Yécora.
Él y su familia fueron patronos propietarios del monasterio de San Prudencio de Monte Laturce al cual hizo una donación el 11 de abril de 1063 de su monasterio de San Miguel de Arnedo.
En 1065, el rey de Sancho Garcés IV «el de Peñalén» le donó el convento de San Agustín de Nalda  para el monasterio de San Prudencio de Monte Laturce el convento de San Agustín de Nalda.